# 18a etapa del Tour de França de 2015
La 18 etapa del Tour de França de 2015 es disputà el dijous 23 de juliol de 2015 sobre un recorregut de 186,5 km entre les viles franceses de Gap i Saint-Jean-de-Maurienne.
El vencedor de l'etapa fou el francès Romain Bardet (AG2R La Mondiale), que s'imposà amb més de mig minut sobre Pierre Rolland (Team Europcar) i gairebé un minut sobre Winner Anacona (Movistar Team). Entre els favorits no hi hagué cap canvi significatiu.

## Recorregut

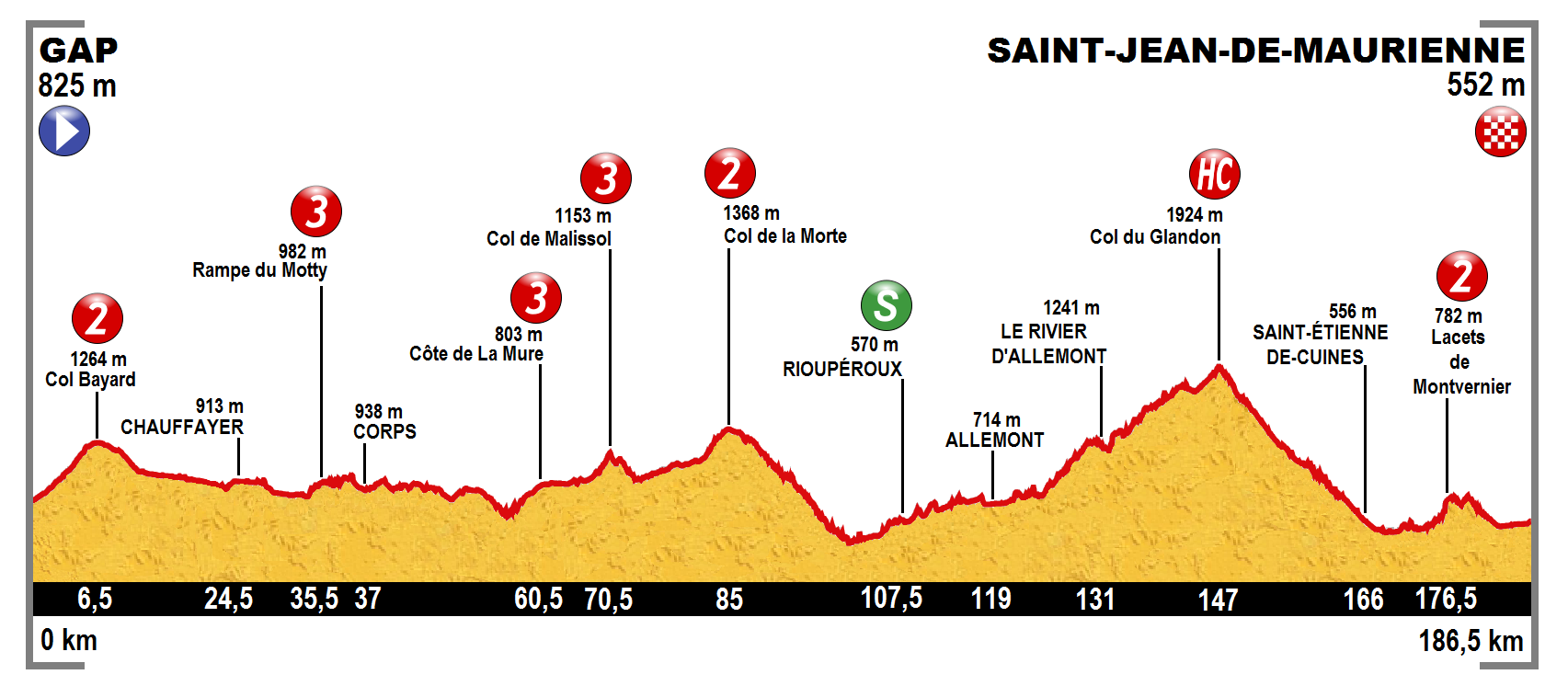
Recorregut de la 18a etapa

Etapa alpina amb set ports puntuables de muntanya a través dels departaments dels Alts Alps, l'Isera i la Savoia. Només de sortida han d'afrontar el coll Bayard, de segona categoria, per tot seguit afrontar 80 quilòmetres molt trencacames, amb tres ports de tercera i un de segona, el coll de la Morte, que dona pas a un llarg descens de 15 quilòmetres, abans d'iniciar l'aproximació i ascensió al coll del Glandon, de categoria especial, que es corona, a 39 quilòmetres per l'arribada. El llarg descens cap a l'arribada és interromput per l'ascensió als inèdits lacets de Montvernier, de segona categoria, que es coronen a tan sols 10 de meta. L'esprint del dia es troba a Rioupéroux (km 107,5).

## Desenvolupament de l'etapa

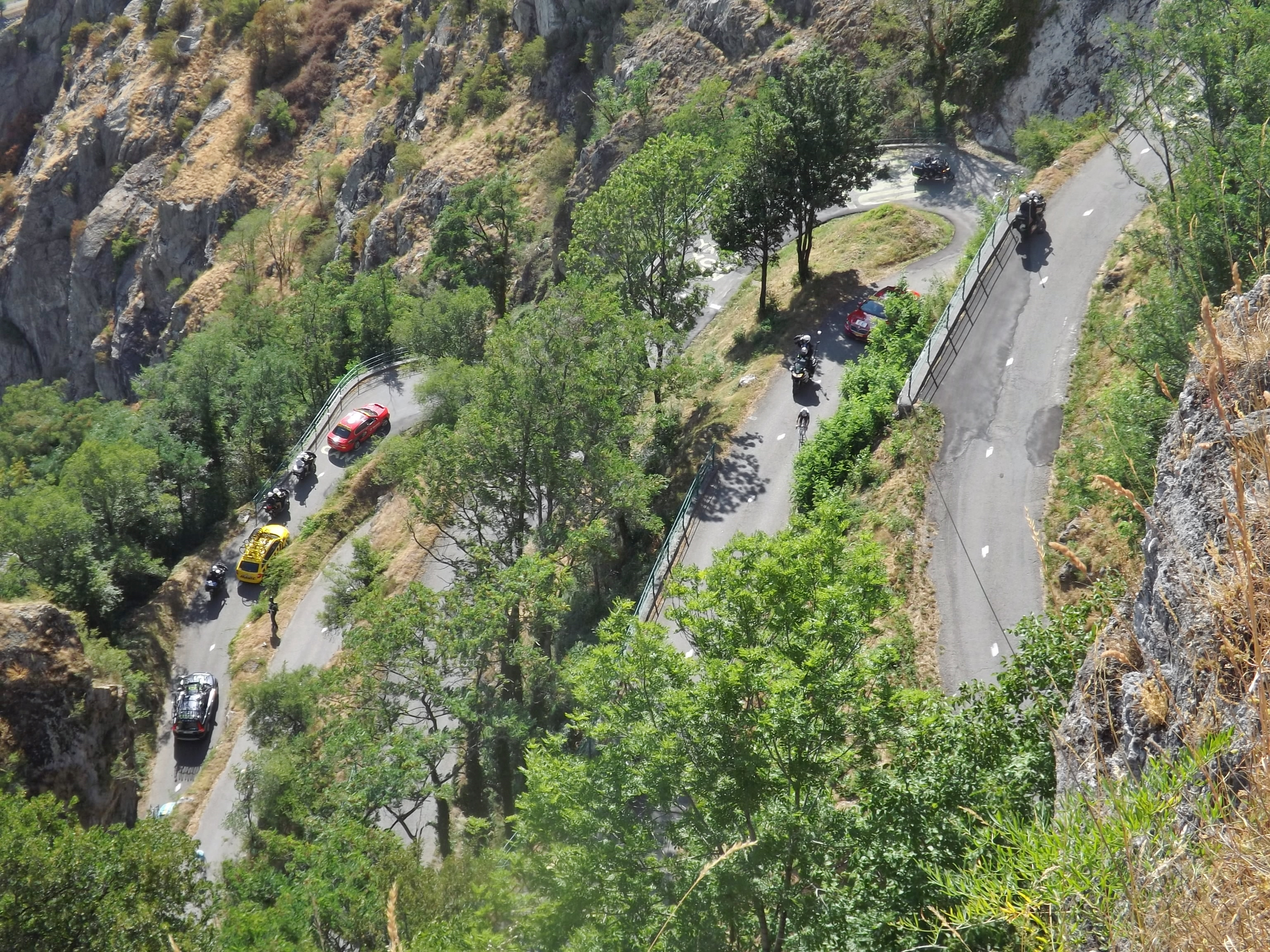
Romain Bardet al capdavant de la cursa als lacets de Montvernier, darrera ascensió abans de l'arribada.

Pierre Rolland (Team Europcar) atacà en el primer quilòmetre d'ascensió al coll Bayard. Primer fou seguit per Joaquim Rodríguez (Team Katusha) i Julián Arredondo (Trek Factory Racing) i posteriorment per molts altres ciclistes, fins a formar un grup amb 29 corredors, entre els quals hi havia Jakob Fuglsang (Astana), Romain Bardet (AG2R), Pinot (FDJ), Roman Kreuziger (Tinkoff), Winner Anacona (Movistar), Thomas De Gendt (Lotto-Soudal), Simon Yates (Orica), Andrew Talansky (Cannondale-Garmin) i Serge Pauwels (MTN).
Preocupats per la presència de Bardet o Talansky, que amenaçaven les posicions de Warren Barguil (10è) i Bauke Mollema (9è), els equips Team Giant-Alpecin i Trek Factory Racing s'uniren al Team Sky per mantenir les diferències properes als cinc minuts. Aquest control no evità que Rodriguez passés en primera posició pels cinc primers ports del dia. Després de l'esprint intermedi el grup d'escapats es fraccionà sota l'impuls de Thomas De Gendt. Amb l'ascensió al Glandon fou més clar el trencament del grup d'escapats, quedant sols 11 corredors a manca de 10 km per coronar, amb 3' sobre un gran grup del líder en què sols es mantenien 19 corredors.
A 4 km del cim el que atacà fou Pierre Rolland, però foren Romain Bardet i Winner Anacona els que aprofitaren les seves qualitats com a escaladors per coronar primers. Barguil, Contador i Nibali atacaren a Chris Froome durant l'ascensió, però cap dels atacs donà resultat. En el descens Bardet deixà enrere a Anacona i inicià l'ascensió als lacets de Montvernier amb 45 segons d'avantatge sobre el primer perseguidor, una distància que fou suficient i que li permeté arribar a meta amb 33" sobre Rolland per guanyar la seva primera etapa al Tour.

## Resultats

### Classificació de l'etapa
|    | Ciclista              | Equip                 | Temps      |
| -- | --------------------- | --------------------- | ---------- |
| 1  | Romain Bardet (FRA)   | AG2R La Mondiale      | 5h 03' 40" |
| 2  | Pierre Rolland (FRA)  | Team Europcar         | + 33"      |
| 3  | Winner Anacona (COL)  | Movistar Team         | + 59"      |
| 4  | Bob Jungels (LUX)     | Trek Factory Racing   | + 59"      |
| 5  | Jakob Fuglsang (DEN)  | Astana Qazaqstan Team | + 59"      |
| 6  | Serge Pauwels (BEL)   | MTN Qhubeka           | + 1' 01"   |
| 7  | Cyril Gautier (FRA)   | Team Europcar         | + 1' 50"   |
| 8  | Damiano Caruso (ITA)  | BMC Racing Team       | + 1' 50"   |
| 9  | Andrew Talansky (USA) | Cannondale-Garmin     | + 1' 55"   |
| 10 | Warren Barguil (FRA)  | Team Giant-Alpecin    | + 3' 02"   |

### Punts atribuïts
| 1r  | Thomas De Gendt (BEL)  | Lotto Soudal          | 20 pts |
| 2n  | Jan Bárta (CZE)        | Bora-Argon 18         | 17 pts |
| 3r  | Jan Bakelants (BEL)    | AG2R La Mondiale      | 15 pts |
| 4t  | Damiano Caruso (ITA)   | BMC Racing Team       | 13 pts |
| 5è  | Daniel Martin (IRL)    | Cannondale-Garmin     | 11 pts |
| 6è  | Stef Clement (NED)     | IAM Cycling           | 10 pts |
| 7è  | Roman Kreuziger (CZE)  | Team Tinkoff-Saxo     | 9 pts  |
| 8è  | Georg Preidler (AUT)   | Team Giant-Alpecin    | 8 pts  |
| 9è  | Michael Matthews (AUS) | Orica-GreenEDGE       | 7 pts  |
| 10è | Rohan Dennis (AUS)     | BMC Racing Team       | 6 pts  |
| 11è | Ryder Hesjedal (CAN)   | Cannondale-Garmin     | 5 pts  |
| 12è | Andrew Talansky (USA)  | Cannondale-Garmin     | 4 pts  |
| 13è | Bob Jungels (LUX)      | Trek Factory Racing   | 3 pts  |
| 13è | Jakob Fuglsang (DEN)   | Astana Qazaqstan Team | 2 pts  |
| 15è | Thibaut Pinot (FRA)    | FDJ                   | 1 pt   |

| 1r  | Romain Bardet (FRA)      | AG2R La Mondiale      | 20 pts |
| 2n  | Pierre Rolland (FRA)     | Team Europcar         | 17 pts |
| 3r  | Winner Anacona (COL)     | Movistar Team         | 15 pts |
| 4t  | Bob Jungels (LUX)        | Trek Factory Racing   | 13 pts |
| 5è  | Jakob Fuglsang (DEN)     | Astana Qazaqstan Team | 11 pts |
| 6è  | Serge Pauwels (BEL)      | MTN Qhubeka           | 10 pts |
| 7è  | Cyril Gautier (FRA)      | Team Europcar         | 9 pts  |
| 8è  | Damiano Caruso (ITA)     | BMC Racing Team       | 8 pts  |
| 9è  | Andrew Talansky (USA)    | Cannondale-Garmin     | 7 pts  |
| 10è | Warren Barguil (FRA)     | Team Giant-Alpecin    | 6 pts  |
| 11è | Robert Gesink (NED)      | Team LottoNL-Jumbo    | 5 pts  |
| 12è | Christopher Froome (GBR) | Team Sky              | 4 pts  |
| 13è | Alejandro Valverde (ESP) | Movistar Team         | 3 pts  |
| 14è | Geraint Thomas (GBR)     | Team Sky              | 2 pts  |
| 15è | Alberto Contador (ESP)   | Team Tinkoff-Saxo     | 1 pt   |

### Ports de muntanya
| 1r | Joaquim Rodríguez (CAT) | Team Katusha          | 5 pts |
| 2n | Jakob Fuglsang (DEN)    | Astana Qazaqstan Team | 3 pts |
| 3r | Thibaut Pinot (FRA)     | FDJ                   | 2 pts |
| 4t | Rohan Dennis (AUS)      | BMC Racing Team       | 1 pt  |

| 1r | Joaquim Rodríguez (CAT) | Team Katusha | 2 pts |
| 2n | Serge Pauwels (BEL)     | MTN Qhubeka  | 1 pt  |

| 1r | Joaquim Rodríguez (CAT) | Team Katusha | 2 pts |
| 2n | Serge Pauwels (BEL)     | MTN Qhubeka  | 1 pt  |

| 1r | Joaquim Rodríguez (CAT) | Team Katusha | 2 pts |
| 2n | Serge Pauwels (BEL)     | MTN Qhubeka  | 1 pt  |

| 1r | Joaquim Rodríguez (CAT) | Team Katusha          | 5 pts |
| 2n | Jakob Fuglsang (DEN)    | Astana Qazaqstan Team | 3 pts |
| 3r | Georg Preidler (AUT)    | Team Giant-Alpecin    | 2 pts |
| 4t | Christophe Riblon (FRA) | AG2R La Mondiale      | 1 pt  |

| 1r  | Romain Bardet (FRA)   | AG2R La Mondiale      | 25 pts |
| 2n  | Winner Anacona (COL)  | Movistar Team         | 20 pts |
| 3r  | Bob Jungels (LUX)     | Trek Factory Racing   | 16 pts |
| 4t  | Jakob Fuglsang (DEN)  | Astana Qazaqstan Team | 14 pts |
| 5è  | Serge Pauwels (BEL)   | MTN Qhubeka           | 12 pts |
| 6è  | Andrew Talansky (USA) | Cannondale-Garmin     | 10 pts |
| 7è  | Damiano Caruso (ITA)  | BMC Racing Team       | 8 pts  |
| 8è  | Pierre Rolland (FRA)  | Team Europcar         | 6 pts  |
| 9è  | Cyril Gautier (FRA)   | Team Europcar         | 4 pts  |
| 10è | Ryder Hesjedal (CAN)  | Cannondale-Garmin     | 2 pts  |

- 8. Lacets de Montvernier. 782m. 2a categoria (km 176,5) (3,4 km al 8,2%)

| 1r | Romain Bardet (FRA)  | AG2R La Mondiale      | 5 pts |
| 2n | Jakob Fuglsang (DEN) | Astana Qazaqstan Team | 3 pts |
| 3r | Pierre Rolland (FRA) | Team Europcar         | 2 pts |
| 4t | Winner Anacona (COL) | Movistar Team         | 1 pt  |

## Classificacions a la fi de l'etapa

### Classificació general
|    | Ciclista                 | Equip                 | Temps       |
| -- | ------------------------ | --------------------- | ----------- |
| 1  | Chris Froome (GBR)       | Team Sky              | 74h 13' 31" |
| 2  | Nairo Quintana (COL)     | Movistar Team         | + 3' 10"    |
| 3  | Alejandro Valverde (ESP) | Movistar Team         | + 4' 09"    |
| 4  | Geraint Thomas (GBR)     | Team Sky              | + 6' 34"    |
| 5  | Alberto Contador (ESP)   | Team Tinkoff-Saxo     | + 6' 40"    |
| 6  | Robert Gesink (NED)      | Team LottoNL-Jumbo    | + 7' 39"    |
| 7  | Vincenzo Nibali (ITA)    | Astana Qazaqstan Team | + 8' 04"    |
| 8  | Mathias Frank (SUI)      | IAM Cycling           | + 8' 47"    |
| 9  | Bauke Mollema (NED)      | Trek Factory Racing   | + 11' 47"   |
| 10 | Romain Bardet (FRA)      | AG2R La Mondiale      | + 12' 52"   |

### Classificació per punts
|   | Ciclista             | Equip             | Punts |
| - | -------------------- | ----------------- | ----- |
| 1 | Peter Sagan (SVK)    | Team Tinkoff-Saxo | 420   |
| 2 | André Greipel (GER)  | Lotto Soudal      | 316   |
| 3 | John Degenkolb (GER) | Etixx-Quick Step  | 281   |

### Classificació de la muntanya
|   | Ciclista                | Equip                 | Punts |
| - | ----------------------- | --------------------- | ----- |
| 1 | Joaquim Rodríguez (CAT) | Team Katusha          | 68    |
| 2 | Romain Bardet (FRA)     | AG2R La Mondiale      | 68    |
| 3 | Jakob Fuglsang (DEN)    | Astana Qazaqstan Team | 64    |

### Classificació del millor jove
|   | Ciclista             | Equip              | Temps       |
| - | -------------------- | ------------------ | ----------- |
| 1 | Nairo Quintana (COL) | Movistar Team      | 74h 16' 51" |
| 2 | Romain Bardet (FRA)  | AG2R La Mondiale   | + 9' 42"    |
| 3 | Warren Barguil (FRA) | Team Giant-Alpecin | + 9' 58"    |

### Classificació per equips
|    | Equip         | Temps        |
| -- | ------------- | ------------ |
| 1r | Movistar Team | 223h 38' 08" |
| 2n | MTN Qhubeka   | + 36' 23"    |
| 3r | Team Sky      | + 39' 38"    |

## Abandonaments
- Louis Meintjes (RSA) (MTN Qhubeka). No surt.[4]
- Mark Renshaw (AUS) (Etixx-Quick Step). Abandona.[5]